# Rosalynn Carter
Eleanor Rosalynn Carter (nhũ danh: Smith, 18 tháng 8 năm 1927 – 19 tháng 11 năm 2023) là phu nhân cựu Tổng thống Hoa Kỳ Jimmy Carter. Bà đảm nhiệm cương vị Đệ Nhất Phu nhân Hoa Kỳ từ năm 1977 đến năm 1981.

## Thiếu thời
Eleanor Rosalynn Smith chào đời tại thị trấn Plains, tiểu bang Georgia, là con trưởng trong gia đình có bốn người con. Cha của bà là Edgar Smith  (1896-1940), một thợ sửa máy móc; còn mẹ là Frances Allethea "Allie" Murray (1904-1997), một thợ may vá.
Khi Rosalynn 13 tuổi thì cha của bà là ông Edgar qua đời. Từ đó bà ấy phải giúp mẹ các công việc như chăm sóc các em, đi làm thợ may vá thay cho mẹ để có thể giúp cho kinh tế gia đình khấm khá hơn. Bà tốt nghiệp thủ khoa trường Trung học Plains, rồi theo học tại Đại học Georgia Southwestern.

## Hôn nhân và Gia đình

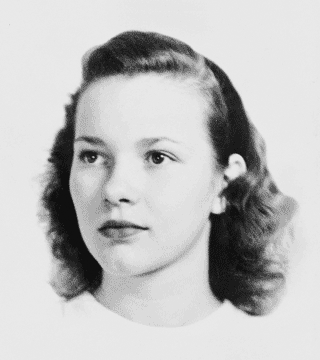
Rosalyn Smith, khoảng 17 tuổi.

Mặc dù đã biết nhau từ trước, mãi đến năm 1945, Rosalynn Smith mới có cuộc hẹn lần đầu với Jimmy Carter khi Jimmy gia nhập Hải quân Hoa Kỳ tại Annapolis. Ngày 7 tháng 7 năm 1946, lễ kết hôn của họ được tổ chức ở Plains.
Rosalynn là mẹ của bốn người con: John William "Jack" (1947-), James Earl III "Chip" (1950-), Donnel Jeffrey "Jeff" (1952-) và Amy Lynn (1967-). Chỉ có người con đầu ra đời ở một nơi khác ngoài Georgia, do bà phải theo chồng đến nơi đóng quân.
Năm 1953, sau khi Jimmy giải ngũ, Rosalynn giúp chồng điều hành một nông trang canh tác đậu phụng và một doanh nghiệp chuyên kinh doanh kho bãi, bà phụ trách về kế toán.
Kể từ năm 1962, khi Jimmy Carter đắc cử thượng nghị sĩ của tiểu bang Georgia, Rosalynn bắt đầu tham gia tích cực vào chính trường.

## Đệ Nhất Phu nhân Georgia
Khi đang là Đệ Nhất Phu nhân của tiểu bang Georgia, Rosalynn được bổ nhiệm vào Ủy ban Cải thiện Dịch vụ cho người Tàn tật. Ủy ban đã đệ trình Thống đốc Jimmy Carter một bản kiến nghị, phần lớn được phê chuẩn để trở thành luật. Rosalynn cũng phục vụ tại Bệnh viện Khu vực Georgia ở Atlanta, Georgia như là một thiện nguyện viên, trong suốt năm năm là chủ tịch danh dự của Olympic đặc biệt dành cho trẻ em có vấn đề tâm thần của tiểu bang Georgia.

## Chiến dịch tranh cử
Tháng 1 năm 1975, khi nhiệm kỳ thống đốc chấm dứt, Jimmy Carter cùng với Rosalynn và Amy trở về Plains. Trước đó ông đã công bố kế hoạch tranh cử tổng thống. Rosalynn quay lại với các chiến dịch vận động tranh cử, lần này là ở cấp quốc gia để hỗ trợ chồng bà. Bà vận động một mình trên danh nghĩa của chồng trên khắp 41 tiểu bang.
Suốt trong những tháng du hành đến nhiều nơi trên khắp đất nước để vận động cho chồng, Rosalynn được bầu vào ban giám đốc Hiệp hội Quốc gia Sức khoẻ Tâm thần; bà cũng được vinh danh bởi Tổ chức Phụ nữ Quốc gia với Giải thưởng Công trạng vì những ủng hộ mạnh mẽ của bà dành cho Tu chính án Quyền Bình đẳng, và được Hiệp hội Thiện nguyện viên Miền Nam trao tặng giải thưởng Thiện nguyện viên của năm.

## Đệ Nhất Phu nhân Hoa Kỳ

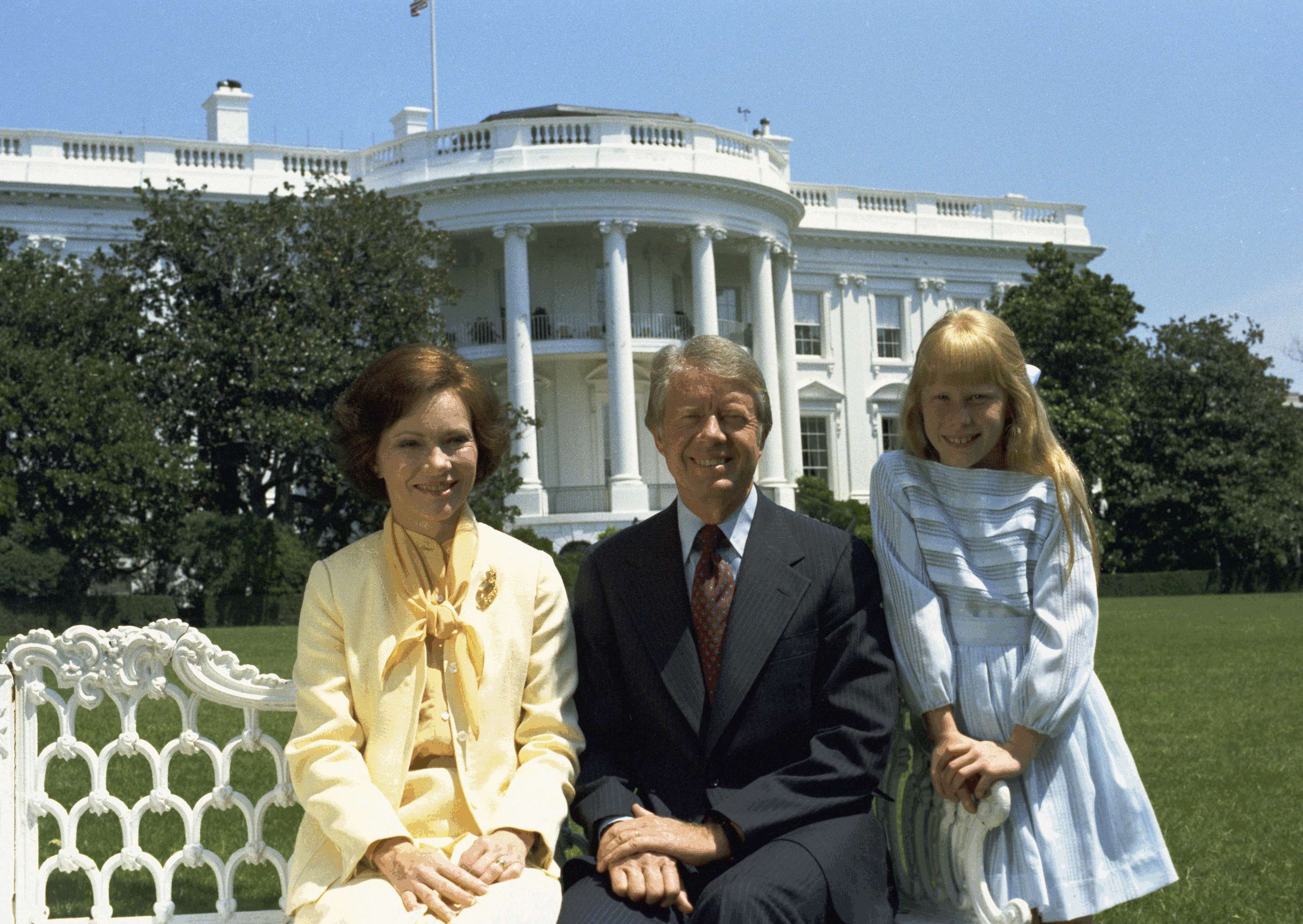
Rosalynn với Jimmy Carter và con gái, Amy Carter, trên bãi cỏ phía nam trước Tòa Bạch Ốc, 24 tháng 7 năm 1977

Tháng 1 năm 1977, Rosalynn cùng chồng tay trong tay đi bộ trên Đại lộ Pennsylvania trong lễ nhậm chức Tổng thống Hoa Kỳ. Không phải là chú trọng vào nghi thức, trong ngày đó bà đã đem theo bữa ăn trưa ngoài trời cho mình và mặc chiếc một chiếc áo cũ sáu năm trước cho buổi lễ.
Giới phóng viên báo chí tại Toà Bạch Ốc thường gọi Rosalynn Carter với biệt danh "Hoa Mộc lan Thép" (The Steel Magnolia), vì ở bà thể hiện một cá tính kết hợp giữa sự dịu dàng của người miền Nam với tính kiên trì đeo đuổi mục đích. Do đó, không có gì đáng ngạc nhiên khi biết rằng bà là một trong những cố vấn thân cận và tín cẩn nhất của chồng, thường xuyên có mặt trong các buổi họp nội các. Thật vậy, bà là Đệ Nhất Phu nhân đầu tiên mang theo cặp khi đến làm việc tại văn phòng đặt trong Toà Bạch Ốc.
Trong thời gian sống ở Toà Bạch Ốc, Rosalynn Carter được vinh danh bởi nhiều tổ chức và được trao tặng một số giải thưởng. Trong cương vị chủ tịch danh dự Ủy ban của Tổng thống về Sức khoẻ Tâm thần, bà đã vận động thành công thông qua đạo luật Hệ thống Sức khoẻ Tâm thần. Bà cũng được Hiệp hội Sức khoẻ Tâm thần Quốc gia chọn là Thiện nguyên viên của Thập kỷ.
Rosalynn tích cực vận động cho chồng trong chiến dịch tranh cử tổng thống năm 1980. Khi điều phối viên chiến dịch báo cho bà và chồng biết, vào hôm cuối tuần trước ngày bầu cử, từ cuộc thăm dò mới nhất cho thấy kết quả bầu cử sẽ sít sao theo hướng có lợi cho Ronald Reagan, như thế họ sẽ thất cử, Rosalynn gập mình trong đau đớn.

## Sau khi rời Toà Bạch Ốc

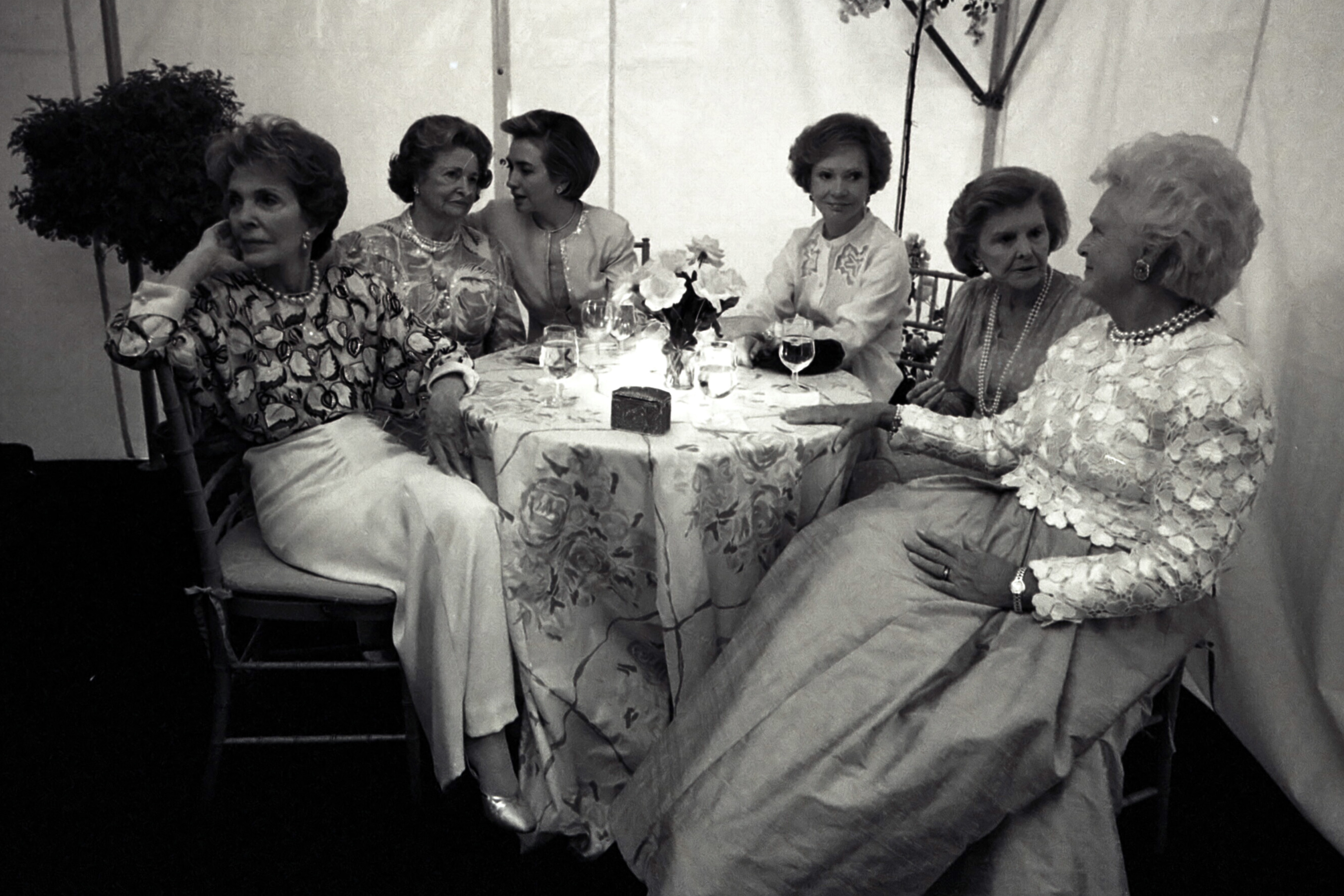
Rosalynn Carter và các Đệ Nhất Phu nhân (từ trái sang phải) Nancy Reagan, Lady Bird Johnson, Hillary Clinton, Betty Ford, và Barbara Bush tại Gala Vườn Quốc gia: Vinh danh các Đệ Nhất Phu nhân Hoa Kỳ, năm 1994.

Từ lúc trở về thị trấn Plains, bà Carter nhận một bản tuyên dương của Chủ tịch Hội Tâm lý Mỹ, Giải thưởng Phục vụ Ưu tú cho Nhà lãnh đạo Đạo đức Xã hội Cơ Đốc của Ủy ban Đời sống Cơ Đốc thuộc Liên hiệp Baptist Nam phương vào tháng 8 năm 1983, bà cũng được bầu vào ban giám đốc của Công ty Ganett. Tháng 4 năm 1983, bà trở nên thành viên ban cố vấn cho Tổ chức Hỗ trợ Gia cư (Habitat for Humanity, Inc.). Cuốn tiểu sử của bà, First Lady from Plains (Đệ Nhất Phu nhân đến từ Plains), đã xuất bản trong tháng 5 năm 1984.
Năm 2001, bà được chọn vào Sảnh Danh nhân Phụ nữ Quốc gia (National Women's Hall of Fame).

## Viện Rosalynn Carter
Rosalynn hoạt động tích cực nhằm cải thiện tình trạng nhân quyền trên toàn cầu, và hiện là đồng chủ tịch Trung tâm Carter. Một đề án quan trọng khác của riêng bà là Viện Rosalynn Carter, đặt trụ sở tại Đại học Tây Nam Georgia ở Amerius, Georgia. Đây là nơi bà từng theo học. Thành lập năm 1987 với mục tiêu trình bày các vấn đề liên quan đến việc chăm sóc sức khỏe cho người dân Mỹ, Viện Rosalynn Carter tập chú vào việc đào tạo và hỗ trợ những điều dưỡng viên chuyên nghiệp và tại gia, đang chăm sóc người tàn tật, người mắc bệnh mãn tính, và người già yếu. Hoạt động của viện không chỉ ở địa phương mà còn được mở ra trên khắp nước Mỹ.

## Chăm sóc Sức khỏe Tâm thần
Rosalynn từng lãnh đạo ủy ban cải thiện sức khỏe tâm thần được bổ nhiệm bởi chồng bà. Tháng 4 năm 1984, bà trở thành Thành viên Danh dự Hội Tâm thần Mỹ, và là thành viên danh dự ban quản trị Hội Sức khỏe Tâm thần Quốc gia. Năm 2007, cùng Daniel Wellstone, con trai của cố Thượng Nghị sĩ Hoa Kỳ Paul Wellstone, Rosalynn vận động thúc đẩy Quốc hội thông qua các đạo luật liên quan đến bảo hiểm sức khỏe tâm thần. Hai người vận động phê chuẩn Đạo luật Paul Wellstone yêu cầu bình đẳng trong chữa trị các bệnh thể xác và tâm thần; cả hai đều ra làm chứng trước một tiểu ban của Viện Dân biểu.
Trong năm 2007, Trung tâm Carter cung cấp sáu học bổng Rosalynn Carter cho hoạt động báo chí về Sức khỏe Tâm thần. Sáu học bổng kéo dài một năm, bắt đầu từ tháng 9 năm 2008, vận động sự quan tâm của công luận đối với các vấn đề sức khỏe tâm thần cũng như làm xóa bỏ các định kiến về căn bệnh này.

## Sức khỏe và qua đời
Vào tháng 5 năm 2023, Trung tâm Carter thông báo rằng Carter đã được chẩn đoán mắc chứng Suy giảm trí nhớ. Tuyên bố cũng lưu ý rằng bà tiếp tục sống ở nhà với chồng - người đang được chăm sóc tại nhà tế bần vào thời điểm thông báo - "tận hưởng mùa xuân và thăm những người thân yêu".
Bà qua đời do nguyên nhân tự nhiên vào ngày 19 tháng 11 năm 2023, tại tư gia ở Plains, Georgia, hưởng thọ 97 tuổi.